# Dollars and Sense (film)
Dollars and Sense er en amerikansk stumfilm fra 1920 af Harry Beaumont.

## Medvirkende
- Madge Kennedy som Hazel Farron
- Kenneth Harlan som David Rogers
- Willard Louis som Geoffrey Stanhope
- Florence Deshon som Daisy
- Richard Tucker som George Garrison